# Sainte-Colombe (Alte Alpi)
Sainte-Colombe è un comune francese di 56 abitanti situato nel dipartimento delle Alte Alpi nella regione della Provenza-Alpi-Costa Azzurra.

## Società

### Evoluzione demografica
Abitanti censiti